# 이석구 (1897년)
이석구(李奭求, 일본식 이름: 李山奭求 또는 李山奭, 1897년 ~ ?)는 일제강점기와 대한민국의 관료다.

## 생애
충청남도 서천군 출신이다. 일본에 유학하여 도쿄 제국대학 농학부를 졸업하였고, 귀국한 뒤 조선총독부 관리로 관계에 입문했다.
1920년대 초반부터 충청남도 내무부 농무과에서 근무를 시작하였으며, 충청남도 종묘장 기수를 겸직하는 등 농업 분야의 전문 관리로 일했다. 충청남도 군속으로 내무부 농림과에서 근무하던 1930년 7월에 아산군 군수로 승진하였다.
이후 다시 충청남도 내무부로 돌아와 소작관을 지냈다. 소작관은 일본 제국이 조선의 곡물을 관리하고 소작쟁의에도 대비하기 위해 각 도에 배치한 식민지 농정 직책이다. 충남 산업부 소속 소작관으로 재직 중이던 1943년을 기준으로 정6위 훈6등에 서위되어 있었다.
태평양 전쟁 종전 후에도 미군정과 대한민국에서 그대로 농업 분야 행정관료로 남았다. 충청남도 농정과장과 농상부장, 농무국장 등을 역임하였다.
2008년 민족문제연구소가 발표한 친일인명사전 수록예정자 명단 중 관료 부문에 포함되었다.

## 참고자료
- 이석구(李奭求) - 국사편찬위원회